# Mohammad Taqī Bahār
Mohammad Taqī Bahār (in persiano محمدتقی بهار‎; Mashhad, 9 dicembre 1886 – Teheran, 22 aprile 1951) è stato un poeta, scrittore e giornalista iraniano, considerato uno dei più grandi poeti dell'Iran del XX secolo.

## Biografia

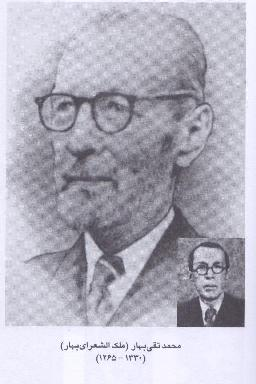
Mohammad Taqī Bahār

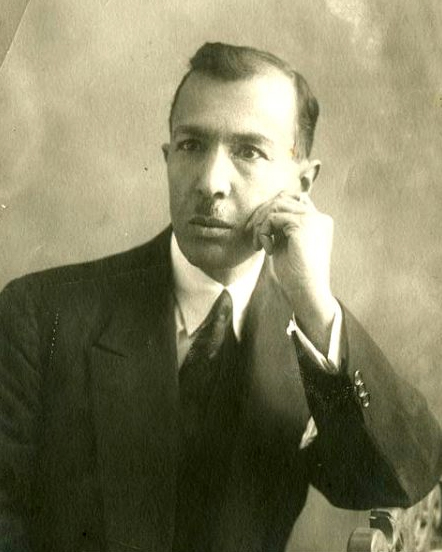
Mohammad Taqī Bahār nel 1920

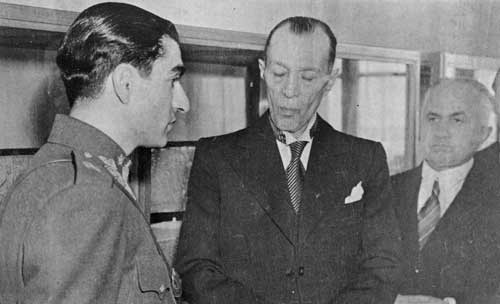
Bahār assieme a Mohammad Reza Pahlavi

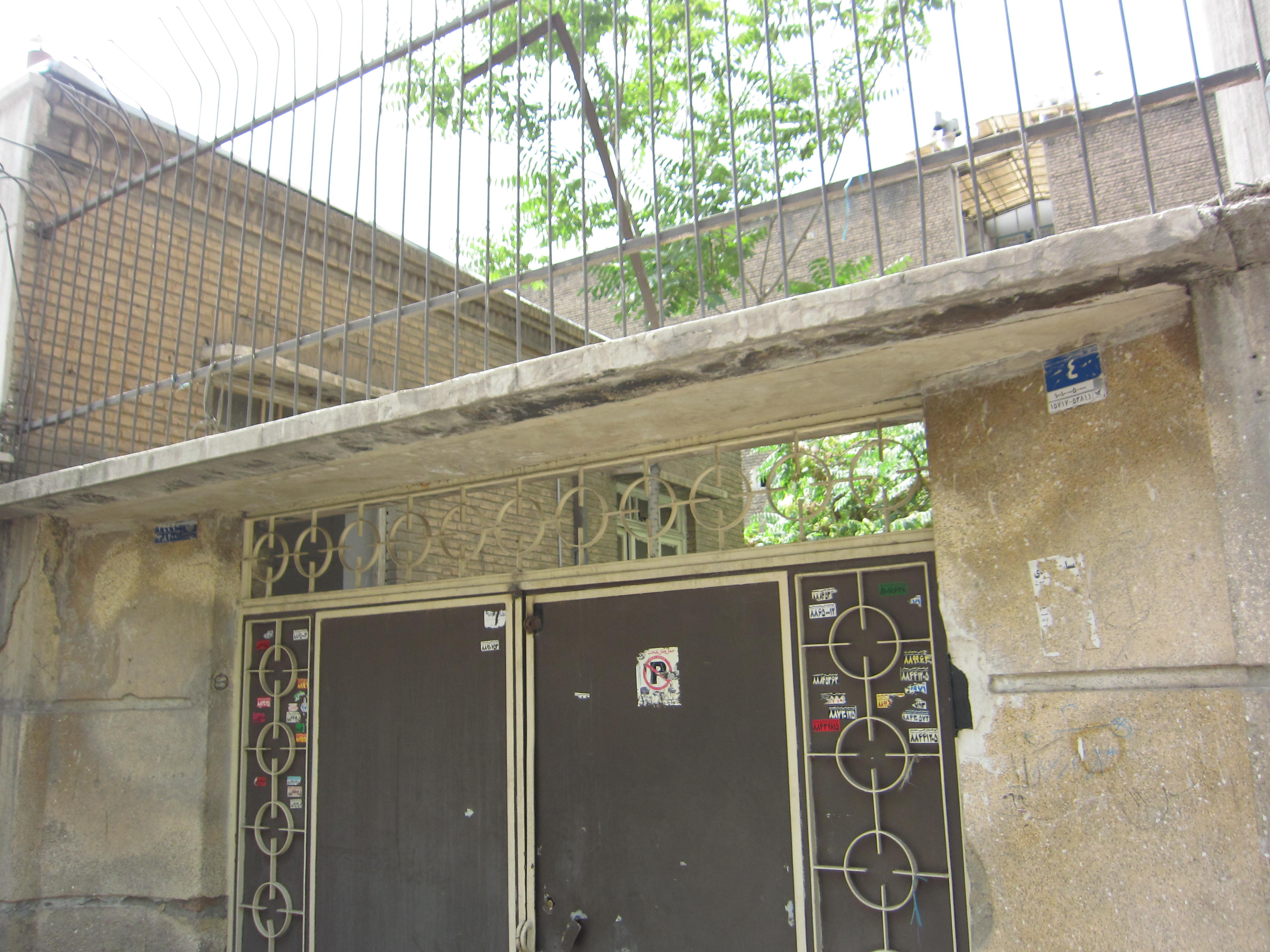
La casa di Bahār a Teheran

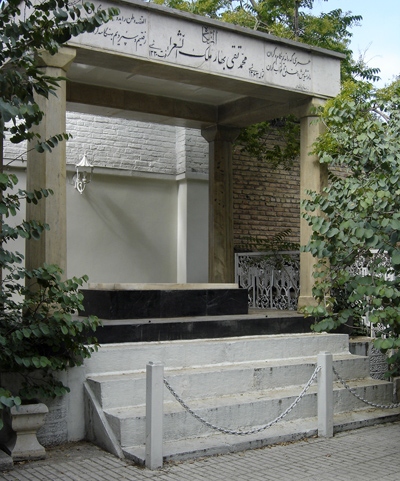
La tomba di Bahār a Teheran

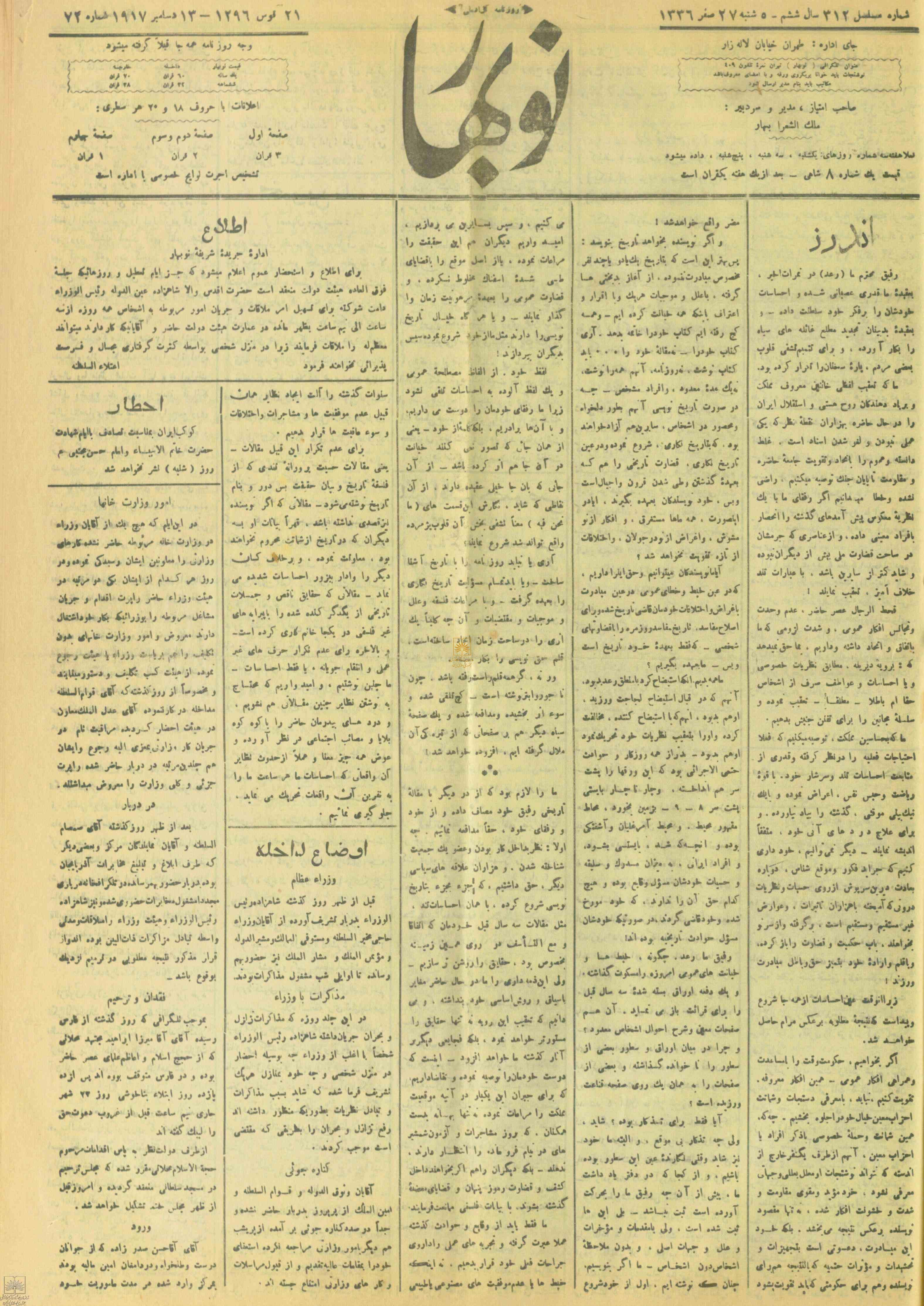
Il giornale Now bahār (La nuova primavera), 13 dicembre 1917

Suo padre, Mīrzā Moḥammad Kāẓem Ṣabūrī, era il poeta laureato presso il santuario di Mashhad, e aveva il titolo onorifico di Malek o-Sho'arā (Il re dei poeti), stesso titolo che ottenne Mohammad Taqī Bahār.
Il padre di Bahār fu il suo primo insegnante. Quando Bahār iniziò l'istruzione formale all'età di sei anni, era già esperto nel leggere il persiano e il Corano e scrisse il suo primo poema all'età di dieci anni.
Oltre alle lezioni private del padre, Bahār frequentò una delle scuole tradizionali, Maktab Khāneh, a Mashhad e per perfezionarsi studiò nelle classi di Adib Nai'shābouri, un poeta e letterato tradizionale che sostenne lo stile dei poeti di Khorasan nella prima era islamica.
Gli studi di Bahār furono interrotti a quindici anni quando suo padre lo trasferì da suo zio, un venditore di vetri, ma dopo la morte del padre, nel 1904, Bahār tornò ai suoi studi, in particolare l'arabo, interessandosi alle idee occidentali di scienza e progresso.
Bahār succedette a suo padre, Sabūrī, come poeta di corte dello scià regnante, Moẓaffar al-Dīn Shāh Qajar (1896-1907), anche se a poco a poco, Bahār si staccò dal tribunale e divenne un simpatizzante della rivoluzione.
Infatti, all'inizio della rivoluzione costituzionale dell'Iran (1906-1911), Bahār si unì al movimento rivoluzionario per richiedere l'istituzione del sistema parlamentare di democrazia in Iran.
In seguito diventò un impiegato del governo nel santuario di Mashhad, incominciando a scrivere e recitare poesie in occasioni ufficiali, avvicinandosi alle idee di libertà e di costituzione, collaborando nel 1909 con vari quotidiani democratici e liberali, tra cui il Now bahār (La nuova primavera), dove vennero pubblicati i suoi primi poemi.
Nel 1910 Bahār partecipò all'organizzazione del Partito Democratico di Mashhad, svolgendo una vita politica attiva come deputato del parlamento iraniano, e due anni dopo pubblicò articoli sull'emancipazione femminile, sui mali della poligamia e sulla superstizione.
Con la rivoluzione d'ottobre si ridussero le pressioni russe sulla Persia e Bahār si riavvicinò alle sue attività con il Partito Democratico, e si dedicò alla letteratura fondando una società letteraria, Dāneshkadeh (Il luogo della conoscenza), e un giornale con lo stesso nome tra l'aprile 1918 e l'aprile 1919,in cui Bahār espresse i suoi gusti letterari conservatori, sostenendo lo stile classico contro quello dei poeti d'avanguardia.
Negli anni venti ebbe qualche vicissitudine, dovendo subire qualche arresto, ma al suo ritorno a Teheran, fu nominato docente alla Facoltà di Lettere dell'Università di Teheran e riuscì a vivere e lavorare in pace fino al 1941.
Bahār rimase impegnato con la politica per tutta la sua vita, incluso un breve periodo come ministro dell'educazione nazionale nel 1946, A partire dal 1941 il suo liberalismo si sviluppò verso tendenze sempre più radicali, sino ad un avvicinamento, di carattere più umanistico che ideologico, con le ideologie di sinistra.
Bahār si dedicò oltre all'insegnamento anche a numerosi progetti culturali.
Negli ultimi anni di vita, Bahār soffrì di tubercolosi;  cercò cure mediche a Leysin, in Svizzera, in un sanatorio, dove rimase dal 1947 al 1949.  Dopo il suo ritorno in Iran, la sua salute si aggravò rapidamente e morì il 21 aprile 1951 nella sua casa di Teheran.
La produzione letteraria di Bahār fu molto importante e il suo dīvān fu pubblicato postumo dal fratello Moḥammad Malekzāda in due volumi nel 1956-1957.
Scrisse poesie sia a tematica religiosa ispirate ai maestri classici sia di argomento politico, nelle quali dimostrò una sua crescente consapevolezza delle idee politiche e sociali, usando un linguaggio colloquiale.
Il suo primo poema politico importante, che gli valse il riconoscimento, fu un mostazād pubblicato nel maggio-giugno 1909.
Bahār studiò la letteratura internazionale e realizzò versioni persiane di opere della poesia europea, come ad esempio le opere di Jean de La Fontaine.
Contemporaneamente Bahār continuò a scrivere poesie "pubbliche", nelle quali criticò molti aspetti della vita e della politica, nonché i suoi nemici politici. Tali poesie culminarono in coincidenza con gli eventi del 1925, quando scrisse poesie indirizzate al nuovo monarca un po' sospettoso.
Le esperienze di Bahār, in carcere e in esilio, come insegnante di letteratura, furono tutte fonti d'ispirazione per la sua poesia.
Diversi versi, compresi alcuni bellissimi ḡazal, esprimono il suo dolore e isolamento durante la sua malattia; una qaṣīda, scritta nel suo letto d'ospedale svizzero (Dīvān I, 774), è un eccellente esempio dell'uso della tradizione di Bahār, per scopi contemporanei e personali.
Durante la sua vita, Bahār scrisse poesie in tutte le forme tradizionali; ha sperimentato anche stili di letteratura straniera, ma ritornò infine alla forma tradizionale e classica, eppure i suoi soggetti, e spesso la sua dizione, sono inconfondibilmente moderni, originali e personali nella sua espressione delle idee sociali moderne e della critica del suo paese e del suo governo, spesso tramite una satira acuta. Ha anche scritto un romanzo, saggi di stile letterario e grammatico e trattati sulle opere di grandi poeti e storici persiani.

## Opere
- Biografia di Ferdousi (Ahvāl-e Ferdousi);
- Sulla poesia persiana (Tārikh-e tatawwor-e she'r-e fārsi);
- Storia concisa dei partiti politici (Tārikh-e mokhtasar-e ahzāb-e siāsi);
- Quattro discorsi (Chahar Khatābe);
- Ordine di cinque professori (Dastur-e panj astād);
- Canzoniere di poesie (Diwān-e she'er);
- Vita di Mani (Zendegāni-e Māni);
- Metodologia (Sabk-shenāsi);
- La poesia in Iran (She'r dar Irān);
- Il sepolcro dell'Imam Rezā (Qabr-e Imām Rezā);
- Storia di Bal'ami (Tārikh-e Bal'ami);
- Storia del Sistān (Tarikh-e Sistān);
- Trattato sull'anima (Resāle nafs);
- Il libro dei re di Ferdousi (Shāhnāme-ye Ferdousi)
- Storie concise e favole (Mojmal al-tawārik wa'l –qesās).